# Élections législatives mauritaniennes de 1965
Les élections législatives mauritaniennes de 1965 se déroulent le 9 mai 1959 en Mauritanie afin de renouveler les 40 sièges de l'Assemblée nationale.
Il s'agit des premières législatives organisées depuis l'indépendance du pays le 28 novembre 1960. Le scrutin a lieu dans un contexte de suppression des partis d'opposition et de mainmise autoritaire sur le parlement par le président Moktar Ould Daddah. Il voit la victoire du parti au pouvoir qui, se présentant seul, remporte la totalité des sièges.
La Mauritanie devient peu après ces élections un régime à parti unique sous l'égide du Parti du peuple mauritanien (PPM). Le multipartisme ne sera ainsi rétabli dans le pays qu'en 1992.

## Contexte
Élu sans opposition avec 100 % des voix lors de l'élection présidentielle de 1961, Moktar Ould Daddah cherche très vite à limiter au maximum le pouvoir parlementaire en faveur d'un présidentialisme fort, qu'il considère comme nécessaire pour contrer les forces centrifuges dans le tout jeune pays.
Lors des élections précédentes organisées sous la tutelle française, le Parti de regroupement mauritanien (PRM) dirigé par Daddah remporte la totalité des sièges après avoir fusionné avec la plupart des autres partis pour se présenter uni face aux électeurs. Outre le PRM, seuls subsistent ainsi lors de l'indépendance l'Union nationale mauritanienne (UNM), l'Union des socialistes musulmans de Mauritanie (USMM) et la Nadha. Dès 1961, le PRM appelle les derniers partis restants à le rejoindre, donnant naissance au Parti du peuple mauritanien (PPM). Les dirigeants des partis se voient gratifiés de postes dans le gouvernement.
Confronté dans le parti à un bureau politique national hostile à ses vues, Daddah assure sa mainmise sur le PPM peu avant les élections lors d'un coup de force interne. Organisant une conférence des cadres du parti en janvier 1964, il la déclare par surprise congrès extraordinaire du parti et procède au renouvellement du bureau politique, remplaçant ses membres par des alliés, puis fait proclamer par le nouveau bureau une liste de candidats pour les prochaines élections. 
Les nouveaux candidats se voient exigés au préalable une lettre de démission en blanc afin de s'assurer de leur soutien. Refusant une telle « mascarade de démocratie », deux anciens présidents de l'assemblée nationale, Sidi El Mokhtar N'Dyane et Soleyman O Cheikh Sidya se voient exclus du parti. Ils fondent avec l'ancien dirigeant de la Nadha, Bouyagi O Abidine le Front national démocratique (FND), mais celui-ci est immédiatement déclaré illégal.

## Mode de scrutin
L'Assemblée nationale est l'unique chambre du parlement monocaméral de Mauritanie. Elle est composée de 40 sièges dont les membres sont élus pour six ans.

## Résultats
|                           |                                   |         |       |        |               |  |  |  |  |
| Partis                    | Partis                            | Votes   | %     | Sièges | +/–           |  |  |  |  |
|                           | Parti du peuple mauritanien (PPM) | 445 844 | 100   | 40     | en stagnation |  |  |  |  |
|                           |                                   |         |       |        |               |  |  |  |  |
| Suffrages exprimés        | Suffrages exprimés                | 445 844 | 99,59 |        |               |  |  |  |  |
| Votes blancs et invalides | Votes blancs et invalides         | 1 816   | 0,41  |        |               |  |  |  |  |
| Total                     | Total                             | 447 660 | 100   | 40     | en stagnation |  |  |  |  |
| Abstentions               | Abstentions                       | 34 645  | 7,18  |        |               |  |  |  |  |
| Inscrits / participation  | Inscrits / participation          | 482 305 | 92,82 |        |               |  |  |  |  |

## Conséquences
Sur les quarante députés du PRM élus en 1959, seuls neuf conservent leurs sièges en figurant sur la liste présentée par le PPM des suites de la purge organisée par Daddad. 
La nouvelle assemblée aux ordres du président procède à une révision de l'article 9 de la constitution, y ajoutant que « la volonté populaire s'exprime par l’intermédiaire du parti de l'État, organisé démocratiquement. Le Parti du peuple mauritanien, né de la fusion des partis nationaux existants au 25 décembre 1961, est reconnu comme l'unique parti de l'État. ».